# نجارة (دير حافر)
نجارة قرية سوريّة تتبع إداريّاً لمحافظة حلب منطقة دير حافر ناحية رسم حرمل الإمام، بلغ تعداد سكانها 1,053 نسمة حسب التعداد السكاني لعام 2004.